# Кизикос (миноносец)
Кизикос —- греческий миноносец. Бывший австрийский миноносец типа SMS Tb 98-Μ.
Построен на верфи фирмы Cantiere Navale Triestino в Монфальконе в 1914 году.
Принадлежит большой серии австрийских миноносцев типа (Tb 82 F) построенных в Фиуме и типа (Tb 98 M) построенных в Монфальконе.
Одно из 6 судов этих типов предоставленных Греции в 1922 году, в качестве репараций после окончания Первой мировой войны и раздела австрийского флота. Все греческие корабли этого типа получили имена древних греческих городов Малой Азии, оставленных греческой армией в том же 1922 году: 'Пергамос' (Пергам), ‘Пруса’ (Бурса), ‘Панормос’ (Бандырма), Киос' (Гемлик), ‘Кидониэ (Айвалык), ‘Кизикос (Кизик).
Миноносец принял участие в греко-итальянской войне 1940—1941 года.
Во время вступления в войну Германии, пришедшей на помощь итальянцам, находился на ремонте на базе флота на острове Саламин. 25 апреля 1941 года, за 2 дня до входа немецких войск в Афины и не имея возможности следовать за остальными кораблями флота к острову Крит и на временную базу в Александрию, Египет был потоплен по приказу командования ВМФ.